# Skázarivier
De Skázarivier (Zweeds: Skázajohka) is een rivier die stroomt in de Zweedse  gemeente Kiruna. De rivier krijgt haar water van de zuidelijke berghellingen van de berg Vuolit Skáza, stroomt eerst zuidoostwaarts om direct zuidwestwaarts te gaan vanwege de berg Skierrevarit van 615 meter hoogte. Ze stroomt daarna vrijwel rechtdoor na ongeveer 4 kilometer de Hårrerivier in.
Afwatering: Skázarivier → Hårrerivier → Tavvarivier → Lainiorivier → Torne → Botnische Golf